# Don't Think Twice, It's All Right
〈Don't Think Twice, It's All Right〉는 1962년 밥 딜런이 작곡한 곡으로, 그해 11월 14일 녹음한 뒤 1963년 음반 《The Freewheelin' Bob Dylan》에 싱글로 발매된 곡이다.
대한민국에서는 양병집이 〈역〉이라는 제목으로 개사해 불렀고 김광석은 1995년 리메이크 음반 《김광석 다시 부르기 2》에서 양병집의 버전을 〈두 바퀴로 가는 자동차〉란 제목으로 발표했다.

## 참여 인원
- 밥 딜런 – 보컬, 어쿠스틱 기타, 하모니카